# Zwettl
Zwettl é um município da Áustria localizado no distrito de Zwettl, no estado de Baixa Áustria.

## Geografia
Ocupa uma área de 256,07 km².

### Subdivisões
Annatsberg, Bernhards, Böhmhöf, Bösenneunzen, Edelhof, Eschabruck, Friedersbach, Gerlas, Germanns, Gerotten, Gradnitz, Großglobnitz, Großhaslau, Gschwendt, Guttenbrunn, Hörmanns, Hörweix, Jagenbach, Jahrings, Kleehof, Kleinmeinharts, Kleinotten, Kleinschönau, Koblhof, Marbach am Walde, Mayerhöfen, Merzenstein, Mitterreith, Moidrams, Negers, Neusiedl, Niederglobnitz, Niederneustift, Niederstrahlbach, Oberstrahlbach, Oberwaltenreith, Ottenschlag, Purken, Ratschenhof, Rieggers, Ritzmannshof, Rosenau Dorf, Rosenau Schloss, Rottenbach, Rudmanns, Schickenhof, Syrafeld, Unterrabenthan, Unterrosenauerwald, Uttissenbach, Waldhams, Wolfsberg, Zwettl Stift, Zwettl

## Política
O burgomestre de Zwettl é Herbert Prinz do Partido Popular Austríaco.

### Conselho Municipal
- ÖVP 27
- SPÖ 6
- Die Grünen 3
- FPÖ 1